# Кривець (Білоцерківський район)
Криве́ць — село в Україні, у Білоцерківському районі Київської області, у складі Ставищенської селищної громади. Розташоване на лівому березі річки Тарган (притока Росі) за 8 км на північний захід від смт Ставище та за 2 км від автошляху М05. Населення становить 786 осіб.

## Населення

### Мова
Розподіл населення за рідною мовою за даними перепису 2001 року:
| Мова       | Кількість | Відсоток |
| ---------- | --------- | -------- |
| українська | 777       | 98.86%   |
| російська  | 9         | 1.14%    |
| Усього     | 786       | 100%     |

## Постаті
Уродженцем села є Матусевич Сергій Андрійович (1992—2015) — старший солдат Збройних сил України, учасник збройного конфлікту в зоні АТО (Антитерористичної операції) Загинув при обороні села Чорнухине. Похований у рідному селі. Меморіали встановлені в Кривецькій ЗОШ 1-2ст і в Іванівській ЗОШ 1-3ст.